# Ottokar IV van Stiermarken
Ottokar IV van Stiermarken ook Otakar genoemd (1163 - 8 mei 1192) was van 1164 tot 1192 markgraaf en vanaf 1180 hertog van Stiermarken.

## Levensloop
Hij was de zoon van markgraaf Ottokar III van Stiermarken en Cunigunde van Vohburg. Omdat zijn vader stierf toen Ottokar IV slechts één jaar was, werd zijn moeder tot in 1180 regentes van Stiermarken.
In 1180 werd het markgraafschap Stiermarken door keizer Frederik I Barbarossa verheven tot een onafhankelijk hertogdom. Vanaf dan was Ottokar IV van Stiermarken. In 1186 sloot hij met hertog Leopold V van Oostenrijk een overeenkomst. In die overeenkomst stond dat als Ottokar zonder nakomelingen zou sterven, Leopold V de nieuwe hertog van Stiermarken zou worden. Ook richtte hij de stad Fürstenfeld op.
In 1189 nam Ottokar deel aan de Derde Kruistocht. Tijdens deze kruistocht liep Ottokar lepra op en in 1192 bezweek hij aan deze ziekte. Ottokar bleef ongehuwd en kinderloos, waardoor het huis Ottokar na zijn dood uitstierf. Leopold V van Oostenrijk volgde Ottokar op als hertog van Stiermarken.